# Mayet
 Mayet  es una comuna y población de Francia, en la región de País del Loira, departamento de Sarthe, en el distrito de La Flèche. Es la cabecera del cantón homónimo.
Su población en el censo de 1999 era de 2.915 habitantes.
Está integrada en la Communauté de communes Aune et Loir .

## Demografía
| 3132 | 3253 | 3019 | 2876 | 2877 | 2915 |
| Para los censos de 1962 a 1999 la población legal corresponde a la población sin duplicidades (Fuente: INSEE [Consultar]) |      |      |      |      |      |